# Ploima
Ploima (лат.) — отряд коловраток.

## Описание
На ногах по 1 или 2 пальца, иногда могут быть редуцированы у видов обитающих в пелагиали. На пальцах имеется пара ножных желез. Коловращательный аппарат (корона) с неразделенной циркумапикальной полосой и реснитчатым буккальным полем. Клоака и мочевой пузырь отделены друг от друга.

## Экология
Включает преимущественно свободноживущих коловраток. Некоторые Notommatidae паразиты водорослей Vaucheria. Виды рода Asciaporrecta живут в раковинах живых амёб Arcella и Difflugia. Передвигаются плавая в толще воды (Brachionidae) или ползая (Notommatidae) по субстрату.

## Классификация
В мировой фауне около 1300 видов. Разные авторы в составе отряда выделяют от 13 до 21 семейства.
- Asciaporrectidae De Smet, 2006
- Asplanchnidae Eckstein, 1883
- Birgeidae Harring and Myers, 1924
- Brachionidae Ehrenberg, 1838
- Clariaidae Kutikova, Markevich and Spiridonov, 1990
- Dicranophoridae Harring, 1913
- Epiphanidae Harring, 1913
- Euchlanidae Ehrenberg, 1838
- Gastropodidae Harring, 1913
- Ituridae Sudzuki, 1964
- Lecanidae Remane, 1933
- Lepadellidae Harring, 1913
- Lindiidae Harring and Myers, 1924
- Microcodidae Hudson and Gosse, 1886
- Mytilinidae Harring, 1913
- Notommatidae Hudson and Gosse, 1886
- Proalidae Harring and Myers, 1924
- Scaridiidae Manfredi, 1927
- Synchaetidae Hudson and Gosse, 1886
- Trichocercidae Harring and Myers, 1924
- Trichocercidae Harring, 1913
- Trichotriidae Harring, 1913